# Brek Shea
Dane Brekken "Brek" Shea, född 28 februari 1990, är en amerikansk fotbollsspelare som senast spelade för Inter Miami i Major League Soccer. Shea har även representerat USA:s landslag.